# 전당포 (1964년 영화)
전당포(The Pawnbroker)는 미국에서 제작된 시드니 루멧 감독의 1964년 드라마 영화이다. 로드 스테이거 등이 주연으로 출연하였고 필립 랭그너 등이 제작에 참여하였다.
이 영화는 생존자 관점에서의 홀로코스트를 다루기 위해 미국에서 온전히 처음 제작되었다.

## 출연

### 주연
- 로드 스테이거
- 제럴딘 피처럴드

### 조연
- 브록 피터스
- 제이미 산체즈
- 후아노 헤르난데즈
- 레이몬드 세인트 자크
- 존 맥커리
- 워런 피너티
- 찰스 디어콥
- 모건 프리먼
- 힐다 헤이니스
- 레니 샌토니

## 제작진
- 미술: 리처드 실버트
- 의상: 안나 힐 존스톤